# None
None je město v italské oblasti Piemont, ležící 20 km jihozápadně od Turína. Žije v něm okolo osmi tisíc obyvatel. Městem protéká řeka Chisola. None má nádraží na trati Turín—Pinerolo—Torre Pellice. Místní kostel nese název Chiesa della Confraternita dello Spirito Santo e di San Rocco.
Místním rodákem byl spisovatel Giuseppe Cerutti (1738—1792), účastník Francouzské revoluce.

## Vývoj počtu obyvatel
- 1861: 3177
- 1871: 3089
- 1881: 2809
- 1901: 2441
- 1911: 2347
- 1921: 2397
- 1931: 2461
- 1936: 2415
- 1951: 2661
- 1961: 2860
- 1971: 4942
- 1981: 7084
- 1991: 7722
- 2001: 7761
- 2012: 7998